# Muhammad Ibn Tughdż
Muhammad Ibn Tughdż lub Al-Ichszid (ur. 8 lutego 882 w Bagdadzie, zm. 24 lipca 946 w Damaszku) – namiestnik Egiptu w latach 935–946.

## Życiorys
Pochodził z ludów turkijskich z Turkiestanu. Jego dziad przybył w granice Imperium Arabskiego za czasów Al-Mutasima jako żołnierz. Ojciec Muhammada przez jakiś czas był namiestnikiem Damaszku, ale stracił tę pozycję.
Muhammad Ibn Tughdż służył w Egipcie. W 935 kalif nadał mu namiestniczą władzę nad tą prowincją, którą Muhammad w następnych latach rozszerzył, uniezależniając się od kalifatu. Kalif Ar-Radi uznał niepodległość dawnego wasala w 939 roku, nadając mu tytuł ichszida.
Al-Ichszid sprawował rządy w Egipcie przy pomocy Abu al-Misk Kafura, swojego zaufanego doradcy. W polityce wewnętrznej odniósł liczne sukcesy, na powrót unifikując państwo, wzmacniając dinara, konfiskując dobra nieuczciwych urzędników oraz zmarłych dowódców wojskowych i przez to wzmacniając finanse państwa. Dzięki karnej armii, udało mu się podporządkować sobie Syrię, Palestynę, Jemen, Mekkę i Medynę.
Zmarł w 946 roku w Damaszku.

## Wygląd
Al-Ichszid miał być postawnym człowiekiem, o niebieskich oczach i sile pozwalających napinać łuki, z którymi nikt inny nie dawał sobie rady. Miał również cierpieć przez "nieokreślone ataki".